# Unaspis citri
Unaspis citri är en insektsart som först beskrevs av Comstock 1883.  Unaspis citri ingår i släktet Unaspis och familjen pansarsköldlöss. Inga underarter finns listade i Catalogue of Life.